# Частное пионерское
«Ча́стное пионе́рское» — российский фильм 2013 года режиссёра Александра Карпиловского, снятый в традициях классического советского детского кинематографа 1970—1980-х годов по мотивам одноимённого сборника рассказов Михаила Сеславинского.

## Сюжет
Действие фильма происходит в 1977 году, в индустриальном городе Дзержинске Горьковской (ныне — Нижегородской) области. Главные герои — шестиклассники Мишка и его друг Димка. Сюжет фильма разворачивается на фоне обычных провинциальных школьных будней. Ребята готовятся к смотру пионерских отрядов, параллельно внешкольные приключения друзей — рыбалка, спасение бездомной собаки — перерастают в настоящую детективную историю с участием директора  школы, местных бандитов, актива Совета отряда и, конечно, прекрасной дамы сердца — одноклассницы. События ставят ребят перед выбором, который ещё не раз преподнесёт им жизнь — дружба или долг, частное или общественное.
Мишку и Димку хотят исключить из отряда пионеров за сорванное общественное мероприятие — спектакль перед высокопоставленным начальством, который герои променяли на спасение общей любимой собаки Саввы. За них заступается Ленка, пытаясь донести до всех, что спасение четвероногого друга — это и есть пионерский подвиг. Однако это никого не впечатляет, пока не приходит капитан милиции Витюшкин с поручением вручить грамоты Мишке и Димке за помощь в поимке особо опасного преступника и спасение других собак. В конце фильма Лена влюбляется в Диму.

## В ролях
- Семён Трескунов — Мишка Хрусталёв
- Егор Клинаев — Димка Терентьев
- Анфиса Вистингаузен — Ленка Карасёва
- Юлия Рутберг — Надежда Владимировна Смирнова, директор школы
- Светлана Иванова — Светлана Алексеевна, классный руководитель 6 «Б» класса
- Владимир Зайцев — Вадим Михайлович Хрусталёв, отец Мишки
- Ирина Линдт — мать Мишки
- Раиса Рязанова — Галина Ивановна, бабушка Димки
- Тимофей Трибунцев — Олег Витюшкин, капитан милиции
- Роман Мадянов — сторож городского приёмника для бродячих животных
- Евгений Мундум — Витя-Мухомор
- Валентин Садики — Коля Быков
- Екатерина Дурова — почтальонша
- Анастасия Добрынина — Настя
- Вероника Лысакова — пионервожатая
- Сергей Походаев — Жук
- Юлия Полынская — Тамара
- Пётр Ступин — Штырёв (Штырь)
- Артём Алексеев — Сычёв (Сыч)
- Александр Никольский — Платон
- Дмитрий Воронцов — Гена, водитель
- Татьяна Челбаева — Марина, секретарша Вадима Михайловича
- Артём Баранов
- Юрий Кислинский
- Сергей Зитцер
- Вячеслав Рещиков
- Татьяна Орлова
- Александра Васильева
- Зоя Морозова
- Екатерина Рязанова
- Андрей Крайнюков
- Михаил Васьков — Сашок, инвалид
- Валера Бажибин — рыжий
- Максим Тихонов — пухлый
- Александр Карпиловский — Сергей Петрович / голос за кадром
- Виктор Дороненко — комсомолец
- Елена Андреева — учительница
- Алевтина Добрынина — женщина с халой
- Александр Былинин — Немоляев
- Софья Шуткина — девушка на рынке
- Эрик Холявко-Гришин — любопытный
- Александр Мельников — воришка
- Анастасия Новикова — ученица шестого класса
- Алексей Алексеев — пассажир трамвая
- Шерин Кики — ученица
- Лорин Кики — ученица
- Станислав Клюев — пассажир трамвая

## Производство
Съёмки фильма частично прошли в 2012 году в городе Дзержинске Нижегородской области, где и разворачивались события, описанные в книге. Специально для этого двери в городских домах меняли на старые, ставили песочницы 1970-х годов прошлого века, столы для домино, загораживали строительными лесами современные трубы и пластиковые окна.
Финальная сцена, а также сцена знакомства с Саввой снимались в подмосковном городе Бронницы на озере Бельское.

## Награды
- Главный приз Международного фестиваля детского и юношеского кино «Листопадик-2012» в рамках кинофестиваля «Листопад» (Минск).
- Приз зрительских симпатий Международного фестиваля детского и юношеского кино «Листопадик-2012» в рамках кинофестиваля «Листопад» (Минск).
- Приз Президента Республики Беларусь А. Г. Лукашенко «За гуманизм и духовность в кино» XIX Минского МКФ «Листопад».
- Специальный приз Постоянного комитета Союзного государства «Вместе» XIX Минского МКФ «Листопад».
- Приз за лучшую работу взрослого актёра в детском фильме, конкурса фильмов для детской и юношеской аудитории «Листопадик», в рамках XIX Минского МКФ «Листопад», Роману Мадянову.
- Гран-при III Санкт-Петербургского благотворительного кинофестиваля «Детский КиноМай».
- Приз за лучший дебют IX Православного кинофестиваля «Лучезарный ангел».
- Приз за лучший фильм для детей и юношества VII Международного кинофестиваля семейных и детских фильмов «В кругу семьи».
- Приз зрительских симпатий XI Международного фестиваля кинематографических дебютов «Дух Огня».
- Приз зрительских симпатий XIX Российского кинофестиваля «Литература и кино» (2013 г.)[4].
- Приз «Золотой Витязь» XXII Международного кинофорума «Золотой Витязь», Хабаровск (2013 г.).
- Приз за лучшую женскую роль актрисе Юлии Рутберг фестиваля «От всей души», Ульяновск (2013 г.).
- Главный приз детского жюри на 53-м Международном кинофестивале детского и юношеского кино в Злине, Чехия.
- Гран-При XVII Фестиваля визуальных искусств в ВДЦ «Орленок» (2013 г.).
- Диплом за лучший актёрский дуэт Семёну Трескунову и Егору Клинаеву в фильме «Частное пионерское» на XVII Фестивале визуальных искусств в ВДЦ «Орлёнок» (2013 г.).
- Диплом за лучшую женскую роль Анфисе Вистингаузен в фильме «Частное пионерское» на XVII Фестивале визуальных искусств в ВДЦ «Орлёнок» (2013 г.).
- Приз в номинации «Лучший мальчик актёр» — Семёну Трескунову, 21-й Международный детский кинофестиваль «Алые паруса» в Артеке (2013 г.)[5].
- Приз в номинации «Лучшая девочка актриса» — Анфисе Вистингаузен, 21-й Международный детский кинофестиваль «Алые паруса» в Артеке (2013 г.)[5].
- Приз в номинации «Самый добрый фильм», 21-й Международный детский кинофестиваль «Алые паруса» в Артеке (2013 г.)[5].
- Специальная награда Малого детского жюри Актёрскому ансамблю фильма «Частное пионерское» — за искреннюю и трогательную игру, 21-й Международный детский кинофестиваль «Алые паруса» в Артеке (2013 г.)[5].
- Гран-при Международный фестиваль семейного кино «Вверх», Ростов-на-Дону (2013 г.).
- XIV Открытый российский фестиваль комедийных фильмов «Улыбнись, Россия!», Приз в номинации «Лучший детский фильм», Тула (2013 г.).
- Приз за лучший игровой фильм на XVIII Международном фестивале «КИНО-ДЕТЯМ», Самара (2013 г.).
- Московский фестиваль отечественного кино «Московская премьера», программа «Кино для всей семьи». Приз и Диплом фестиваля за лучший полнометражный фильм (2013 г.).
- Приз в номинации «Актёрский ансамбль», XIV Международный телекинофорум «Вместе», Ялта (2013 г.).
- Приз режиссёру фильма Александру Карпиловскому в номинации «Дебют», XIV Международный телекинофорум «Вместе», Ялта (2013 г.).
- XXII Открытый Фестиваль Кино стран СНГ, Латвии, Литвы и Эстонии, Приз Детского Жюри конкурса «КиноМалыШок» За лучший фильм, Анапа (2013 г.).
- V Московский Международный фестиваль молодёжного кино «Отражение», Приз в номинации «Лучший фильм для детей», Москва, Зеленоград (2013 г.).
- IX Международный фестиваль фильмов для детей и юношества, Приз детского жюри в номинации «Лучший фильм», Ереван (2013 г.).
- Премия в области аудиовизуальных искусств для детей и юношества «Звёздный мост», Диплом в номинации «Игровое кино», Москва (2013 г.).
- Решением Художественного совета Премии «Звёздный мост» фильм «Частное пионерское» признан лучшим фильмом 2013 года в номинации «Полнометражное игровое кино».
- Международный кинофестиваль детских фильмов «Киноодиссея», приз в номинации «Лучший фильм». Румыния, Бухарест (2013 г.).
- XIV Открытый российский фестиваль комедийных фильмов «Улыбнись, Россия!», Приз в номинации «Лучший детский фильм», Тула (2013 г.).
- V онлайн-фестиваль «Дубль дв@». Приз зрительских симпатий.
- II Международный Фестиваль Искусств «Династия» имени Павла Кадочникова Гран-При (высшая награда имени Павла Кадочникова) в номинации «Взрослые детям», приз «Лучший художник-постановщик» художнику фильма Александру Гиляревскому. (2016 г.)

## Сиквелы
В 2015 году состоялась премьера второй части, «Частное пионерское 2». Широкий прокат второй части был завершён в декабре 2016 года.
В августе 2016 года начались съёмки третьей, завершающей части кинотрилогии, «Частное пионерское 3». Широкий прокат третьей части был завершен в апреле 2017 года.